# Drey Wright
Drey Jermaine Wright (30 tháng 4 năm 1995) là một tiền vệ người Anh.Hiện anh đang thi đấu cho Colchester United F.C..